# Luis García Montero
Luis García Montero (Granada, 4 de desembre de 1958) és un poeta i crític literari espanyol, professor de Literatura Espanyola a la Universitat de Granada i director de l'Institut Cervantes des de l'any 2018.

## Biografia
Descendent d'una família granadina molt present en la vida local, Luis García Montero va néixer a la ciutat el 1958, fill de Luis García López i Elisa Montero Penya, i va cursar estudis al col·legi dels Escolapis. En l'adolescència es va aficionar a l'hípica i conegué a Blas de Otero.
Va estudiar Filosofia i Lletres a la Universidad de Granada, on va ser alumne de Juan Carlos Rodríguez Gómez, teòric de la literatura social. Es va llicenciar el 1980 i es va doctorar el 1985 amb una tesi sobre Rafael Alberti, La norma y los estilos en la poesía de Rafael Alberti. Va mantenir una gran amistat amb ell alhora que en preparà l'edició de la Poesia Completa.
Va començar a treballar com a professor associat a la Universitat de Granada el 1981. Va rebre el "Premio Adonáis" l'any 1982 per El jardín extranjero. Va realitzar la seva memòria de llicenciatura el 1984 sobre El teatro medieval. Polémica de una inexistencia.
Es va vincular al grup poètic de "La Otra Sentimentalidad", corrent que en la poesia espanyola contemporània pren el nom del seu primer llibre en conjunt, publicat el 1983, i en què també van participar els poetes Javier Egea i Álvaro Salvador. La poètica del grup queda reflectida sobretot en aquest breu llibre i en menor mesura en l'opuscle Manifiesto albertista (1982) de Luis García Montero i Javier Egea. La seva trajectòria personal es va anar ampliant en el que es va anar coneixent més tard com "poesia de l'experiència", i es caracteritza per la tendència general a diluir el jo més personal en l'experiència col·lectiva, allunyant-se de la individualitat estilística i temàtica dels autors novíssims anteriors. García Montero i el seu grup, però, van tractar de relacionar amb la tradició poètica anterior acollint-se als postulats de Luis Cernuda i Jaime Gil de Biedma i tractar d'unir l'estètica d'Antonio Machado i el pensament de la generació del 50, així com el surrealisme i les imatges impactants dels poetes del Barroc espanyol o de Juan Ramón Jiménez.
La característica més destacable de Luis García Montero és el narrativisme històric-biogràfic dels seus poemes, d'una estructura gairebé teatral o novel·lística amb un personatge o protagonista que explica o viu la seva història a través de la memòria, del record o del desig. La seva poesia es caracteritza per un llenguatge col·loquial i per la reflexió a partir d'esdeveniments o situacions quotidianes.

## Poemaris
- Y ahora ya eres dueño del Puente de Brooklyn, Granada, Universitat de Granada, col·lecció Zumaya, 1980, Premi Federico García Lorca.
- Tristia, en col·laboració amb Álvaro Salvador, Melilla, Rusadir, 1982.
- El jardín extranjero, Madrid, Rialp, 1983 (... Poemas de Tristia, Madrid, Hiperión, 1989), Premi Adonáis.
- Rimado de ciudad, Ajuntament de Granada, 1983.
- Égloga de dos rascacielos, Granada, Romper el Cerco, 1984 (2a ed. Madrid, Hiperión, 1989).
- En pie de paz, Granada, Ediciones del Comité de Solidaridad con Centroamérica, 1985.
- Seis poemas del mar (autógrafos), [Riotinto?], Pliegos de Mineral, 1985.
- Diario cómplice, Madrid, Hiperión, 1987.
- Anuncios por palabras, Málaga, Plaza de la Marina, 1988.
- Secreto de amistad, Málaga, I. B. Sierra Bermeja, 1990.
- Las flores del frío, Madrid, Hiperión, 1990.
- En otra edad, Málaga, Librería Anticuaria El Guadalhorce, 1992.
- Fotografías veladas de la lluvia, Valladolid, El Gato Gris, 1993.
- Habitaciones separadas, Madrid, Visor, 1994, Premi Loewe i Premi Nacional de Literatura d'Espanya
- Además, Madrid, Hiperión, 1994.
- Quedarse sin ciudad, Palma, Monograma, 1994.
- Casi cien poemas (1980-1996): antología, pròleg de José Carlos Mainer, Madrid, Hiperión, 1997.
- Completamente viernes, Barcelona, Tusquets, 1998.
- Antología personal, Madrid, Visor, 2001.
- Poemas, Santander, Ultramar, 2001.
- Antología poética, Madrid, Castalia, 2002.
- Poesía urbana (antología 1980-2002); estudi i selecció de Laura Scarano, Sevilla, Renacimiento, 2002.
- La intimidad de la serpiente, Barcelona, Tusquets, 2003, Premi de la Crítica de poesia castellana.
- Poesía (1980-2005); vuit llibres ordenats i compilats, Barcelona, Tusquets, 2006.
- Infancia; Málaga, col·lecció Castillo del Inglés, 2006.
- Vista cansada, Madrid, Visor, 2008
- Canciones, edició de Juan Carlos Abril, València, Pre-Textos, 2009
- Un invierno propio, Madrid, Visor, 2011
- Ropa de calle, Madrid, Cátedra, 2011
- Balada en la muerte de la poesía, Madrid, Visor, 2016
- A puerta cerrada (2011-2017), col·lecció Visor de Poesía, Madrid, 2017

## Assaigs i col·leccions d'articles
- La otra sentimentalidad, amb Javier Egea i Álvaro Salvador, Granada, Don Quijote, 1983.
- La norma y los estilos en la poesía de Rafael Alberti (1920-1939), Granada, Universitat de Granada, 1986.
- Poesía, cuartel de invierno, Madrid, Hiperión, 1988 (2a ed. Barcelona, Seix-Barral, 2002).
- Confesiones poéticas, Granada, Diputació de Granada, 1993.
- La palabra de Ícaro (estudios literarios sobre García Lorca y Alberti), Granada, Universitat de Granada, 1996.
- Lecciones de poesía para niños inquietos, il·lustracions de Juan Vida, Granada, Editorial Comares, 1999 (el llibre va destinat a un lector jove i pretén explicar-li en què consisteix la poesia).
- El sexto día : historia íntima de la poesía española, Madrid, Debate, 2000.
- Gigante y extraño : las "Rimas" de Gustavo Adolfo Bécquer, Barcelona, Tusquets, 2001.
- Los dueños del vacío. La conciencia poética, entre la identidad y los vínculos, Barcelona, Tusquets, 2006.
- Inquietudes bárbaras, Barcelona, Anagrama, 2008.
- Un lector llamado Federico García Lorca, Madrid, Taurus, 2016